# Anna Jonas
Anna Jonas (* 8. Juni 1944 in Essen; † 13. März 2013 in Berlin) war eine deutsche Schriftstellerin.

## Leben
Der Großvater mütterlicherseits von Anna Jonas war Karl Hoerster, der als Gewerkschaftssekretär beim Deutschen Bergarbeiterverband ab 1933 politisch verfolgt wurde und nach 1945 als Gewerkschaftssekretär am Aufbau der IG Bergbau und Energie in Essen beteiligt war. Nachdem ihre Eltern kurz nacheinander starben – die Mutter, als sie 16, der Vater, als sie 19 Jahre alt war – wuchs Anna Jonas bei einer Tante auf.
Jonas besuchte das Mädchengymnasium Grashof (ehem. Lyzeum Bredeney) in Essen-Bredeney, an dem sie 1963 ihr Abitur machte. Anschließend nahm sie an der Freien Universität Berlin ein Studium in Theaterwissenschaft und Germanistik auf. Doch nachdem sie dadurch sowohl ihre Begeisterung am Theater als auch an der Literatur gefährdet gesehen hatte, setzte sie mit dem Studium zwei Jahre aus. Anschließend studierte sie an der FU Politikwissenschaft und schloss das Studium 1971 bei Georg Kotowski mit einem Diplom ab. Danach übte sie verschiedene Tätigkeiten aus, u. a. als Assistentin eines Bundestagsabgeordneten. Ab 1972 war sie „konstruktiv-kritisches“ Mitglied der SPD, von 1972 bis 1976 aktives Mitglied der Gefangenenhilfsorganisation Amnesty International. Ab 1973 hielt sie sich mit einem Graduiertenstipendium in Spanien auf. Dort erlernte sie die Landessprache und verfasste ihre ersten literarischen Texte. 1978 kehrte sie nach West-Berlin zurück. Sie war Mitglied der Neuen Gesellschaft für Literatur (NGL) und von 1982 bis 1983 zu deren 1. Vorsitzenden gewählt worden. In Berlin arbeitete sie bis zu ihrem Tod als freie Schriftstellerin, Journalistin und Leiterin einer Gewerkschafts-Tagungsstätte.
Anna Jonas wurde auf dem Waldfriedhof Dahlem beerdigt.

## Wirken
Jonas war Verfasserin von Lyrik und autobiografisch geprägten Prosatexten. Sie wurde mehrfach ausgezeichnet, u. a. 1980 mit dem Sonderpreis der Jury im Rahmen des Ingeborg-Bachmann-Wettbewerbs in Klagenfurt. Doch „die literarische Existenz dieser Autorin“ konzentrierte sich laut Ernest Wichner in knapp fünf Jahren auf drei Buchveröffentlichungen als einer „Art Pause innerhalb eines unruhigen und wechselhaften Lebens“.
Ab 1980 Mitglied des Verbandes Deutscher Schriftsteller (VS), heute in ver.di, wurde sie 1986 zur Vorsitzenden des VS-Landesbezirks Berlin gewählt und im Oktober 1987 zur Bundesvorsitzenden. Dieses Amt legte sie im Dezember 1988 wegen der Querelen um den Beitritt des VS zur IG Medien nieder und erklärte gemeinsam mit Günter Grass und rund 50 weiteren Autoren ihren Austritt aus dem Verband.

## Auszeichnungen
- 1979 Wolfgang-Weyrauch-Förderpreis.
- 1980 Sonderpreis der Jury im Rahmen des Ingeborg-Bachmann-Wettbewerbs für den Text Das Haus der Tante.
- 1982 Fördergabe der Hermann-Sudermann-Stiftung.

## Werke

### Lyrik / Prosa
- Nichts mehr an seinem Platz. List, München 1981 ISBN 3-471-77851-9.
- Sophie und andere Pausen. Rotbuch Verlag, Berlin 1984 ISBN 3-88022-287-8.
- Das Frettchen. Rotbuch Verlag., Berlin 1985 ISBN 3-88022-309-2.
- Ich steh auf Berlin. Gemeinsam mit Fotos von Heinz Wohner. List, München 1987 ISBN 3-471-79139-6.

### Übersetzungen
- Elena Poniatowska: Stark ist das Schweigen. Übersetzt zusammen mit Gerhard Poppenberg. Suhrkamp Verlag, Frankfurt am Main 1982 (2. Aufl. 1987) ISBN 3-518-37938-0.